# Giambattista Bottero
Pour les articles homonymes, voir Bottero.
Giambattista Bottero (francisé en Jean-Baptiste Bottero), né le 16 décembre 1822 à Nice (alors province de Nice du royaume de Sardaigne) et mort le 16 novembre 1897 à Turin (royaume d'Italie), est un médecin, journaliste et homme politique sarde puis italien, qui a été député de Nice, puis de Turin.

## Biographie
Né à Nice, Giambattista Bottero devient médecin à Turin, où il fonde avec Felice Govean la Gazzetta del Popolo, en 1848. Il est ensuite élu député de Nice, puis de Turin, au parlement du royaume de Sardaigne, siégeant à Turin. Il est un opposant à la cession du comté de Nice à la France en 1860. Il meurt à Turin en 1897.